# Oscar za najbolju montažu
Oscar za najbolju montažu (eng. Academy Award for Film Editing) prvo je dodijeljen za filmove objavljene 1934. 2008. je u New York Timesu izašao članak Marka Harrisa o ovoj nagradi. Ovaj Oscar je posebno povezan s Oscarom za najbolji film; od 1981. je svaki film koji je dobio Oscara za najbolji film bio nominiran i za najbolju montažu, a dvije trećine njih su ga i osvojile. Harris naglašava da bi ova povezanost mogla iznenaditi filmsku publiku koja je obično ravnodušna prema ulozi montaže ("nevidljiva umjetnost") u stvaranju filma.
Na nagradi se svake godine navode samo imena glavnih montažera. Nominacije za ovog Oscara određuju rezultati glasovanja članova Odsjeka montaže Akademije filmskih umjetnosti i znanosti, njih 233 tijekom 2008. Svaki član predlaže do pet filmova poredanih po vlastitom izboru, a njih pet s najvećim ukupnim zbrojem glasova se obznanjuju kao nominirani. Dobitnika Oscara u ovoj kategoriji zatim između nominiranih filmova biraju svi aktivni i počasni članovi Akademije. 

## Dobitnici i nominirani

### 1930-e
| Godina | Dobitnik film                                    | Nominirani |
| ------ | ------------------------------------------------ | --- |
| 1934.  | Conrad A. Nervig – Eskimo/Mala The Magnificent   | Anne Bauchens – Kleopatra Gene Milford – Jedna noć ljubavi |
| 1935.  | Ralph Dawson – San ljetne noći                   | Robert J. Kern – David Copperfield George Hively – Doušnik Barbara McLean – Jadnici Ellsworth Hoagland – Život bengalskog kopljanika Margaret Booth – Pobuna na brodu Bounty       |
| 1936.  | Ralph Dawson – Anthony Adverse                   | Edward Curtiss – Dođi i uzmi William S. Gray – Veliki Ziegfeld Barbara McLean – Lloydov London Conrad A. Nervig – Priča o dva grada Otto Meyer – Theodora Goes Wild                |
| 1937.  | Gene Havlick, Gene Milford – Izgubljeni horizont | Al Clark – Strašna istina Elmo Vernon – Kapetan Hrabrost Basil Wrangell – Dobra zemlja Bernard W. Burton – Sto muškaraca i jedna djevojka                                          |
| 1938.  | Ralph Dawson – Pustolovine Robina Hooda          | Barbara McLean – Alexanderov ragtime bend Tom Held – Veliki valcer Tom Held – Testni pilot Gene Havlick – U grob ništa ne nosiš                                                    |
| 1939.  | Hal C. Kern, James E. Mewcom – Zameo ih vjetar   | Charles Frend – Zbogom, gospodine Chips Gene Havlick, Al Clark – Gospodin Smith ide u Washington Barbara McLean – The Rains Came Otho Lovering, Dorothy Spencer – Poštanska kočija |

### 1940-e
| Godina | Dobitnik film                                 | Nominirani |
| ------ | --------------------------------------------- | --- |
| 1940.  | Anne Bauchens – North West Mounted Police     | Robert E. Simpson – Plodovi gnjeva Warren Low – Pismo Sherman Todd – Dugo putovanje kući Hal C. Kern – Rebecca                                   |
| 1941.  | William Holmes – Narednik York                | Robert Wise – Građanin Kane Harold F. Kress – Dr. Jekyll i g. Hyde James B. Clark – Kako je bila zelena moja dolina Daniel Mandell – Male lisice |
| 1942.  | Daniel Mandell – Ponos Jenkija                | Harold F. Kress – Gđa. Miniver Otto Meyer – Gradska šaputanja Walter A. Thompson – Ovo iznad svega George Amy – Yankee Doodle Dandy              |
| 1943.  | George Amy – Zračne snage                     | Owen Marks – Casablanca Doane Harrison – Pet grobova do Kaira Sherman Todd. John Link – Kome zvono zvoni Barbara McLean – Bernadettina pjesma    |
| 1944.  | Barbara McLean – Wilson                       | Leroy Stone – Idući svojim putem Owen Marks – Janie Roland Gross – Ništa osim usamljenog srca Hal C. Kern, James E. Newcom – Otkad si otišao     |
| 1945.  | Robert J. Kern – National Velvet              | Harry Marker – Zvona Svete Marije Doane Harrison – Izgubljeni vikend George Amy – Cilj Burma Charles Nelson – Pjemsa za pamćenje                 |
| 1946.  | Daniel Mandell – Najbolje godine naših života | William Hornbeck – Divan život William A. Lyon – Priča o Jolsonu Arthur Hilton – Ubojice Harold Kress – Godišnjak                                |
| 1947.  | Francis Lyon, Robert Parrish – Tijelo i duša  | Monica Collingwood – Biskupova žena Harmon Jones – Džentlmenski sporazum George White – Green Dolphin Street Fergus McDonnell – Odd Man Out      |
| 1948.  | Paul Weatherwax – Goli grad                   | Frank Sullivan – Ivana Orleanska David Weisbart – Johnny Belinda Christian Nyby – Crvena rijeka Reginald Mills – Crvene cipele                   |
| 1949.  | Harry Gerstad – Šampion                       | Robert Parrish, Al Clark – Svi kraljevi ljudi John Dunning – Bojište Richard L. Van Enger – Pijesak Iwo Jime Frederic Knudtson – Prozor          |

### 1950-e
| Godina | Dobitnik film                                                | Nominirani |
| ------ | ------------------------------------------------------------ | --- |
| 1950.  | Ralph E. Winters, Conrad A. Nervig – Rudnici kralja Solomuna | Barbara McLean – Sve o Evi James E. Newcom – Annie Get Your Gun Arthur Schmidt, Doane Harrison – Bulevar sumraka Oswald Hafenrichter – Treći čovjek                 |
| 1951.  | William Hornbeck – Mjesto pod suncem                         | Adrienne Fazan – Amerikanac u Parizu Johnny Green, Dorothy Spencer – Odluka prije zore Ralph E. Winters – Quo Vadis Chester Schaeffer – Vrelo                       |
| 1952.  | Elmo Williams, Harry Gerstad – Točno u podne                 | Warren Low – Vrati se, mala Shebo William Austin – Flat Top Anne Bauchens – Najveća predstava na svijetu Ralph Kemplen – Moulin Rouge                               |
| 1953.  | William A. Lyon – Odavde do vječnosti                        | Cotton Warburton – Crazylegs Otto Ludwig – Mjesec je plav Robert Swink – Praznik u Rimu Everett Douglas – Rat svjetova                                              |
| 1954.  | Gene Milford – Na dokovima New Yorka                         | Willam A. Lyon – Pobuna na Caineu Ralph Dawson – The High and the Mighty Ralph E. Winters – Sedam nevjesta za sedmero braće Elmo Williams – 20 000 milja pod morem  |
| 1955.  | Charles Nelson, William A. Lyon – Piknik                     | Ferris Webster – Džungla na školskoj ploči Alma Macrorie – The Bridges at Toko-Ri Gene Ruggiero, George Boemler – Oklahoma Warren Low – Rose Tattoo                 |
| 1956.  | Gene Ruggiero, Paul Weatherwax – Put oko svijeta u 80 dana   | Merrill G. White – The Brave One William Hornbeck, Philip W. Anderson, Fred Bohanan – Div Albert Akst – Somebody Up There Likes Me Anne Bauchens – Deset zapovijedi |
| 1957.  | Peter Taylor – Most na rijeci Kwai                           | Warren Low – Obračun kod O.K. Korala Viola Lawrence, Jerome Thoms – Pal Joey Arthur P. Schmidt, Philip W. Anderson – Sayonara Daniel Mandell – Svjedok optužbe      |
| 1958.  | Adrienne Fazan – Gigi                                        | William Ziegler – Auntie Mame William A. Lyon, Al Clark – Kauboj Frederic Knudtson – Bijeg u lancima William Hornbeck – Želim živjeti!                              |
| 1959.  | Ralph E. Winters, John D. Dunning – Ben-Hur                  | Louis R. Loeffler – Anatomija jednog umorstva George Tomasini – Sjever-sjeverozapad Walter A. Thompson – Priča o opatici Frederic Knudtson – Na plaži               |

### 1960-e
| Godina | Dobitnik film                                                             | Nominirani |
| ------ | ------------------------------------------------------------------------- | --- |
| 1960.  | Daniel Mandell – Apartman                                                 | Stuart Gilmore – Alamo Frederic Knudtson – Naslijedi vjetar Viola Lawrence, Al Clark – Pepe Robert Lawrence – Spartak                                                            |
| 1961.  | Thomas Stanford – Priča sa zapadne strane                                 | William H. Reynolds – Fanny Alan Osbiston – Topovi s Navaronea Frederic Knudtson – Suđenje u Nürnbergu Philip W. Anderson – Zamka za roditelje                                   |
| 1962.  | Anne V. Coates – Lawrence od Arabije                                      | Samuel E. Beetley – Najduži dan Ferris Webster – Mandžurijski kandidat William Ziegler – Glazbenik John McSweeney, Jr. – Pobuna na brodu Bounty                                  |
| 1963.  | Harold F. Kress – Kako je osvojen Zapad                                   | Louis R. Loeffler – Kardinal Dorothy Spencer – Kleopatra Ferris Webster – Veliki bijeg Frederic Knudtson, Robert C. Jones, Gene Fowler Jr. – Ludi svijet                         |
| 1964.  | Cotton Warburton – Mary Poppins                                           | Anne V. Coates – Becket Ted J. Kent – Father Goose Michael Luciano – Hush… Hush, Sweet Charlotte William Ziegler – My Fair Lady                                                  |
| 1965.  | William H. Reynolds – Moje pjesme, moji snovi                             | Charles Nelson – Cat Ballou Norman Savage – Doktor Živago Michael Luciano – Feniksov let Ralph E. Winters – Velika utrka                                                         |
| 1966.  | Frederic Steinkamp, Henry Berman, Stu Linder, Frank Santillo – Grand Prix | William B. Murphy – Fantastično putovanje Hal Ashby, J. Terry Williams – Rusi dolaze, Rusi dolaze William H. Reynolds – Misija u Kini Sam O'Steen – Tko se boji Virginije Woolf? |
| 1967.  | Hal Ashby – U vrelini noći                                                | Frank P. Keller – Beach Red – Dvanaestorica žigosanih Samuel E. Beetly, Marjorie Fowler – Doktor Dolittle Robert C. Jones – Pogodi tko dolazi na večeru                          |
| 1968.  | Frank P. Keller – Bullit                                                  | Robert Swink, Maury Winetrobe, William Sands – Smiješna djevojka Frank Bracht – Čudni par John Green – Oliver! Fred Feitshans, Eve Newman – Wild in the Streets                  |
| 1969.  | Françoise Bonnot – Z                                                      | William H. Reynolds – Hello, Dolly! Hugh A. Robertson – Ponoćni kauboj William Lyon, Earle Herdan – Tajna Santa Vittorije Frederic Steinkamp – Konje ubijaju, zar ne?            |

### 1970-e
| Godina | Dobitnik film                                                                    | Nominirani |
| ------ | -------------------------------------------------------------------------------- | --- |
| 1970.  | Hugh S. Fowler – Patton                                                          | Stuart Gilmore – Aerodrom Danford B. Greene – M*A*S*H James E. Newcom, Pembroke J. Herring, Inoue Chikaya – Tora! Tora! Tora! Thelma Schoonmaker – Woodstock                                                         |
| 1971.  | Gerald B. Greenberg – Francuska veza                                             | Stuart Gilmore, John W. Holmes – Andromeda Strain Bill Butler – Paklena naranča Ralph E. Winters – Kotch Folmar Blangsted – Ljeto '42.                                                                               |
| 1972.  | David Bretherton – Cabaret                                                       | Tom Priestly – Oslobađanje William H. Reynolds, Peter Zinner – Kum Frank P. Keller, Fred W. Berger – Hot Rock Harold F. Kress – Posejdonova avantura                                                                 |
| 1973.  | William H. Reynolds – Žalac                                                      | Verna Fields, Marcia Lucas – Američki grafiti Ralph Kemplen – Dan šakala Jordan Leondopoulos, Bud Smith, Evan Lottman, Norman Gay – Egzorcist Frank P. Keller, James Galloway – Galeb Jonathan Livingston            |
| 1974.  | Harold F. Kress, Carl Kress – Pakleni toranj                                     | John C. Howard, Danford Greene – Vruća sedla Sam O'Steen – Kineska četvrt Dorothy Spencer – Potres Michael Luciano – Zatvorski krug                                                                                  |
| 1975.  | Verna Fields – Ralje                                                             | Dede Allen – Pasje poslijepodne Russell Lloyd – Čovjek koji je htio postati kraljem Richard Chew, Lynzee Klingman, Sheldon Kahn – Let iznad kukavičjeg gnijezda Frederic Steinkamp, Don Guidice – Tri kondorova dana |
| 1976.  | Richard Halsey, Scott Conrad – Rocky                                             | Robert L. Wolfe – Svi predsjednikovi ljudi Robert C. Jones, Pembroke J. Herring – Predodređen za slavu Alan Heim – TV mreža Eve Newman, Walter Hannemann – Dvominutno upozorenje                                     |
| 1977.  | Paul Hirsch, Marcia Lucas, Richard Chew – Zvjezdani ratovi, Epizoda 4: Nova nada | Michael Kahn – Bliski susreti treće vrste Walter Murch, Marcel Durham – Julia Walter Hannemann, Angelo Ross – Smokey and the Bandit William H. Reynolds – Životna prekretnica                                        |
| 1978.  | Peter Zinner – Lovac na jelene                                                   | Robert E. Swink – Momci iz Brazila Don Zimmerman – Povratak veterana Gerry Hambling – Ponoćni ekspres Stuart Baird – Superman                                                                                        |
| 1979.  | Alan Heim – Sav taj jazz                                                         | Richard Marks, Walter Murch, Gerald B. Greenberg, Lisa Fruchtman – Apokalipsa danas Robert Dalva – Crni pastuh Gerald B. Greenberg – Kramer protiv Kramera Robert L. Wolfe, C. Timothy O'Meara – Ruža                |

### 1980-e
| Godina | Dobitnik film                                                                                        | Nominirani |
| ------ | --- | --- |
| 1980.  | Thelma Schoonmaker – Razjareni bik                                                                   | Arthur Schmidt – Rudareva kći David Blewitt – Natjecanje Anne V. Coates – Čovjek slon Gerry Hambling – Slava                                                                               |
| 1981.  | Michael Kahn – Otimači izgubljenog kovčega                                                           | Terry Rawlings – Vatrene kočije John Bloom – Žena francuskog poručnika Robert L. Wolfe – Ljetnikovac na Zlatnom jezeru Dede Allen, Craig McKay – Crveni                                    |
| 1982.  | John Bloom – Gandhi                                                                                  | Hannes Nikel – Podmornica Carol Littleton – E.T. Peter Zinner – Oficir i gentleman Frederic Steinkamp, William Steinkamp – Tootsie                                                         |
| 1983.  | Glenn Farr, Lisa Fruchtman, Stephen A. Rotter, Douglas Steward, Tom Rolf – Put u svemir: Prava stvar | Frank Morriss, Edward Abroms – Plavi grom Bud Smith – Flashdance Sam O'Steen – Silkwood Richard Marks – Vrijeme nježnosti                                                                  |
| 1984.  | Jim Clark – Polja smrti                                                                              | Nena Danevic, Michael Chandler – Amadeus Barry Malkin, Robert O. Lovett – Klub pamuka Donn Cambern, Frank Morriss – Lov na zeleni dijamant David Lean – Put u Indiju                       |
| 1985.  | Thom Noble – Svjedok                                                                                 | John Bloom – A Chorus Line Frederic Steinkamp, William Steinkamp, Pembroke Herring, Sheldon Kahn – Moja Afrika Rudi Fehr, Kaja Fehr – Čast Prizzijevih Henry Richardson – Pomahnitali vlak |
| 1986.  | Claire Simpson – Vod smrti                                                                           | Ray Lovejoy – Aliens Susan E. Morse – Hannah i njezine sestre Jim Clark – Misija Billy Weber, Chris Lebenzon – Top Gun                                                                     |
| 1987.  | Gabriella Cristiani – Posljednji kineski car                                                         | Richard Marks – TV Dnevnik Michael Kahn – Carstvo sunca Michael Kahn, Peter E. Berger – Fatalna privlačnost Frank J. Urioste – RoboCop                                                     |
| 1988.  | Arthur Schmidt – Tko je smjestio Zeki Rogeru?                                                        | Frank J. Urioste, John F. Link – Umri muški Stuart Baird – Gorile u magli Gerry Hambling – Mississippi u plamenu Stu Linder – Kišni čovjek                                                 |
| 1989.  | David Brenner, Joe Hutshing – Rođen 4. srpnja                                                        | Mark Warner – Vozeći gospođicu Daisy William Steinkamp – Fantastična braća Baker Steven Rosenblum – Slava Noëlle Boisson – Medvjed                                                         |

### 1990-e
| Godina | Dobitnik film                           | Nominirani |
| ------ | --------------------------------------- | --- |
| 1990.  | Neil Travis – Ples s vukovima           | Walter Murch – Duh Barry Malkin, Lisa Fruchtman, Walter Murch – Kum III Thelma Schoonmaker – Dobri momci Dennis Virkler, John Wright – Lov na Crveni oktobar              |
| 1991.  | Joe Hutshing, Pietro Scalia – JFK       | Gerry Hambling – Commitments Craig McKay – Kad jaganjci utihnu Conrad Buff, Mark Goldblatt, Richard A. Harris – Terminator 2: Sudnji dan Thom Noble – Thelma i Louise     |
| 1992.  | Joel Cox – Nepomirljivi                 | Frank J. Urioste – Sirove strasti Kant Pan – Plačljiva igra Robert Leighton – Malo dobrih ljudi Geraldine Peroni – Igrač                                                  |
| 1993.  | Michael Kahn – Schindlerova lista       | Dennis Virkler, David Finfer, Dean Goodhill, Richard Nord, Dov Hoenig – Bjegunac Anne V. Coates – Na vatrenoj liniji Gerry Hambling – U ime oca Veronika Jenet – Glasovir |
| 1994.  | Arthur Schmidt – Forrest Gump           | Frederick Marx, Steve James, William Haugse – Hoop Dreams Sally Menke – Pakleni šund Richard Francis-Bruce – Iskupljenje u Shawshanku John Wright – Brzina                |
| 1995.  | Mike Hill, Daniel P. Hanley – Apollo 13 | Marcus D'Arcy, Jay Friedkin – Praščić Babe Steven Rosenblum – Hrabro srce Chris Lebenzon – Grimizna plima Richard Francis-Bruce – Sedam                                   |
| 1996.  | Walter Murch – Engleski pacijent        | Gerry Hambling – Evita Ethan Coen, Joel Coen – Fargo Joe Hutshing – Jerry Maguire Pip Karmel – Sjaj                                                                       |
| 1997.  | Conrad Buff, James Cameron – Titanic    | Richard Francis-Bruce – Air Force One Richard Marks – Bolje ne može Pietro Scalla – Dobri Will Hunting Peter Honess – L.A. povjerljivo                                    |
| 1998.  | Michael Kahn – Spašavanje vojnika Ryana | Anne V. Coates – Daleko od očiju David Gamble – Zaljubljeni Shakespeare Billy Weber, Leslie Jones, Saar Klein – Tanka crvena linija Simona Paggi – Život je lijep         |
| 1999.  | Zach Staenberg – The Matrix             | Tariq Anwar – Vrtlog života Lisa Zeno Churgin – Kućna pravila William Goldenberg, Paul Rubell, David Rosenbloom – Probuđena savjest Andrew Mondshein – Šesto čulo         |

### 2000-e
| Godina | Dobitnik film                                       | Nominirani |
| ------ | --------------------------------------------------- | --- |
| 2000.  | Stephen Mirrione – Traffic                          | Joe Hutshing, Saar Klein – Korak do slave Pietro Scalia – Gladijator Tim Squyres – Tigar i zmaj Dede Allen – Zlatni dečki                                                                 |
| 2001.  | Pietro Scalia – Pad crnog jastreba                  | John Gilbert – Gospodar prstenova: Prstenova družina Mike Hill, Daniel P. Hanley – Genijalni um Dody Dorn – Memento Jill Bilcock – Moulin Rouge                                           |
| 2002.  | Martin Walsh – Chicago                              | Thelma Schoonmaker – Bande New Yorka Peter Boyle – Sati Michael J. Horton – Gospodar prstenova: Dvije kule Hervé de Luze – Pijanist                                                       |
| 2003.  | Jamie Selkirk – Gospodar prstenova: Povratak kralja | Daniel Rezende – Božji grad Walter Murch – Studengora Lee Smith – Gospodar i ratnik: Daleka strana svijeta William Goldenberg – Utrka života                                              |
| 2004.  | Thelma Schoonmaker – Avijatičar                     | Jim Miller, Paul Rubell – Collateral Matt Chesse – San za životom J.M. Barrieja Joel Cox – Djevojka od milijun dolara Paul Hirsch – Ray                                                   |
| 2005.  | Hughes Winborne – Fatalna nesreća                   | Mike Hill, Daniel P. Hanley – Cinderella Man Claire Simpson – Brižni vrtlar Michael Kahn – München Michael McCusker – Hod po rubu                                                         |
| 2006.  | Thelma Schoonmaker – Pokojni                        | Douglas Crise, Stephen Mirrione – Babel Steven Rosenblum – Krvavi dijamant Alfonso Cuarón, Alex Rodríguez – Djeca čovječanstva Clare Douglas, Richard Pearson, Christopher Rouse – Let 93 |
| 2007.  | Christopher Rouse – Bourneov ultimatum              | Juliette Welfling – Skafander i leptir Jay Cassidy – U divljini Roderick Jaynes - Nema zemlje za starce Dylan Tichenor – Bit će krvi                                                      |
| 2008.  | Chris Dickens – Milijunaš s ulice                   | Kirk Baxter, Angus Wall – Neobična priča o Benjaminu Buttonu Elliot Graham – Milk Mike Hill, Daniel P. Hanley - Frost/Nixon Lee Smith – Vitez tame                                        |
| 2009.  | Bob Murawski i Chris Innis – Narednik James         | Julian Clarke – Distrikt 9 Joe Klotz - Precious Sally Menke – Nemilosrdni gadovi Stephen Rivkin, John Refoua i James Cameron – Avatar                                                     |

### 2010-e
| Godina | Dobitnik film                                        | Nominirani |
| ------ | ---------------------------------------------------- | --- |
| 2010.  | Angus Wall, Kirk Baxter – Društvena mreža            | Andrew Weisblum – Crni labud Jon Harris – 127 sati Pamela Martin – Boksač Tariq Anwar – Kraljev govor                                                                                             |
| 2011.  | Angus Wall, Kirk Baxter – Muškarci koji mrze žene    | Anne-Sophie Bion, Michel Hazanavicius – Umjetnik Kevin Tent – Nasljednici Thelma Schoonmaker – Hugo Christopher Tellefsen – Igra pobjednika                                                       |
| 2012.  | William Goldenberg – Argo                            | Tim Squyres – Pijev život Michael Kahn – Lincoln Jay Cassidy, Crispin Struthers – U dobru i u zlu Dylan Tichenor, William Goldenberg – Zero Dark Thirty                                           |
| 2013.  | Alfonso Cuarón, Mark Sanger – Gravitacija            | Joe Walker – 12 godina ropstva Jay Cassidy, Crispin Struthers, Alan Baumgarten – Američki varalice Christopher Rouse – Kapetan Phillips John Mac McMurphy, Martin Pensa – Dobri dileri iz Dallasa |
| 2014.  | Tom Cross – Ritam ludila                             | Joel Cox, Gary D. Roach – Američki snajper Sandra Adair – Odrastanje Barney Pilling – Hotel Grand Budapest William Goldenberg – Igra oponašanja                                                   |
| 2015.  | Margaret Sixel – Pobješnjeli Max: Divlja cesta       | Hank Corwin – Oklada stoljeća Stephen Mirrione – Povratnik Tom McArdle – Spotlight Maryann Brandon, Mary Jo Markey – Ratovi zvijezda: Sila se budi                                                |
| 2016.  | John Gilbert – Greben spašenih                       | Joe Walker – Dolazak Jake Roberts – Sve ili ništa Tom Cross – La La Land Nat Sanders, Joi McMillon – Moonlight                                                                                    |
| 2017.  | Dunkirk – Lee Smith                                  | Vozač – Paul Machliss i Jonathan Amos Ja, Tonya – Tatiana S. Riegel Oblik vode – Sidney Wolinsky Tri plakata izvan grada – Jon Gregory                                                            |
| 2018.  | Bohemian Rhapsody (2018.) – John Ottman              | Crni član KKKlana – Barry Alexander Brown Miljenica – Yorgos Mavropsaridis Zelena knjiga: Vodič za život – Patrick J. Don Vito Čovjek iz sjene – Hank Corwin                                      |
| 2019.  | Ford vs Ferrari – Michael McCusker i Andrew Buckland | Irac – Thelma Schoonmaker Jojo Rabbit – Tom Eagles Joker – Jeff Groth Parazit – Yang Jin-mo |

### 2020-e
| Godina | Dobitnik film                      | Nominirani |
| ------ | ---------------------------------- | --- |
| 2020.  | Mikkel E. G. Nielsen – Zvuk metala | Yorgos Lamprinos – Otac Chloé Zhao – Zemlja nomada Frédéric Thoraval – Djevojka koja obećava Alan Baumgarten – Čikaška sedmorka                   |
| 2021.  | Joe Walker – Dina                  | Hank Corwin – Ne gledaj gore Pamela Martin – Kralj Richard Peter Sciberras – Šape pasje Myron Kerstein – Tick, Tick...Boom!                       |
| 2022.  | Paul Rogers – Sve u isto vrijeme   | Monika Willi – Tár Pamela Martin – Duhovi otoka Matt Villa i Jonathan Redmond – Elvis Eddie Hamilton – Top Gun: Maverick                          |
| 2023.  | Jennifer Lame – Oppenheimer        | Laurent Sénéchal – Anatomija pada Kevin Tent – The Holdovers Thelma Schoonmaker – Ubojice cvjetnog mjeseca Yorgos Mavropsaridis – Uboga stvorenja |